# Kophobelemnon leucharti
Kophobelemnon leucharti Cecchini, 1917 è un  ottocorallo pennatulaceo della famiglia Kophobelemnidae.

## Distribuzione e habitat
È una specie endemica del mar Mediterraneo.